# Vörösszemű krokodilszkink
A vörösszemű krokodilszkink (Tribolonotus gracilis) egy Új-Guinea esőerdeiben őshonos szkinkfaj.

## Leírása
A vörösszemű krokodilszkink hátát tüskeszerű pikkelyek fedik, amik nagyban hasonlítanak a krokodilokéra. Legszembetűnőbb tulajdonsága viszont a szemei körül lévő narancssárgás-vöröses színű karika.
A faj egyedei Indonézia Új-Guinea szigetének és Pápua Pápua Új-Guineának nedves, trópusi erdőiben élnek, de alkalmazkodtak az emberek által lakott területekhez is. Míg ezek a gyíkok a fákra is fel tudnak mászni, idejük nagy részét az erdő talajának avarjában töltik, fára mászáskor az alacsonyan fekvő ágakhoz tapadnak.
A Tribolonotus gracilisok azon kevés gyíkfajok közé tartoznak, amelyek vészhelyzetben hajlamosak magukat halottnak tetetni.
A vörös szemű krokodilszkinkek népszerűek a kedvtelésből tartott állatok kereskedelmében, ám ezek továbbra is egzotikus háziállatok. Fogságban nagy terráriumra van szükségük, amely képes biztosítani a faj által megkövetelt magas páratartalmat. 
Tápanyagként különféle rovarokat, például gyümölcslegyeket, étkezési férgeket és apró tücsköket fogyasztanak. A legtöbb fogságban lévő hüllőfajhoz hasonlóan, a szokásos étkezéséhez a krokodilszkinknek is kalcium-kiegészítésre van szüksége.

## Előfordulása
Új-Guinea szigetén párás, trópusi esőerdeiben általában a talajon vagy alacsonyabb ágakon találhatóak meg.